# Chất thải thực phẩm

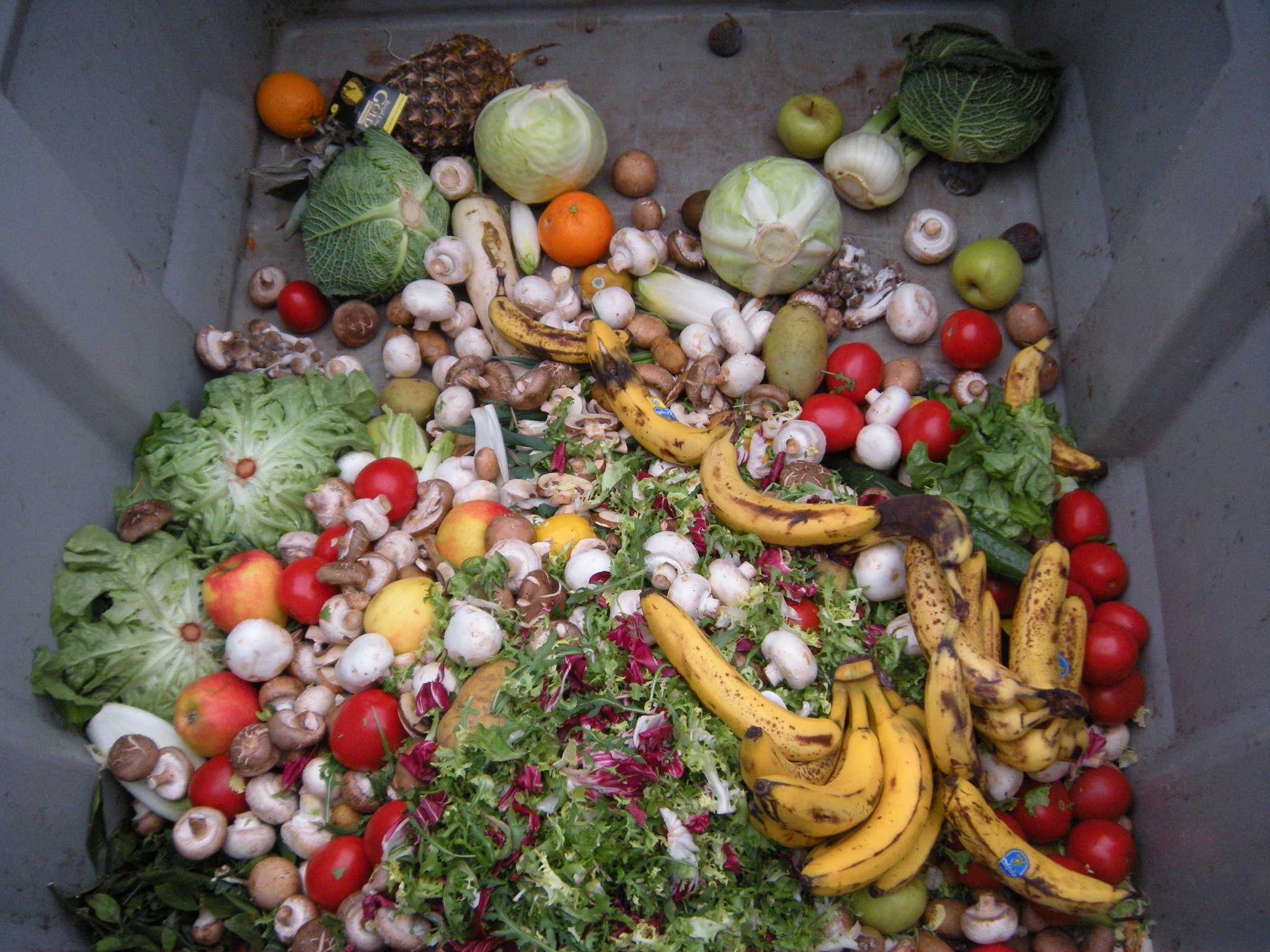
Trái cây và rau quả trong một thùng rác bỏ đi

Chất thải thực phẩm / thức ăn thừa hoặc thức ăn bị bỏ đi là thức ăn không còn ăn được. Nguyên nhân tạo ra chất thải thực phẩm có rất nhiều và xảy ra ở các khâu sản xuất, chế biến, bán lẻ và tiêu dùng.
Thất thoát và lãng phí lương thực toàn cầu  lên tới từ một phần ba  đến một nửa  tổng số lương thực được sản xuất. Sự lãng phí xảy ra ở tất cả các giai đoạn của chuỗi cung ứng thực phẩm hoặc chuỗi giá trị. Ở các nước thu nhập thấp, hầu hết hao hụt xảy ra trong quá trình sản xuất, trong khi ở các nước phát triển lượng lớn thức ăn - khoảng 100 kilôgam (220 lb) trên người mỗi năm - bị lãng phí ở khâu tiêu dùng.

## Định nghĩa
Lãng phí thực phẩm có thể xảy ra ở bất kỳ giai đoạn nào của chuỗi cung ứng thực phẩm - sản xuất, chế biến, bán lẻ và tiêu dùng. Các định nghĩa chính xác vẫn còn gây tranh cãi, thường được định nghĩa trên tình huống cụ thể (như trường hợp khái quát hơn về các định nghĩa về chất thải). :x-xi Các cơ quan chuyên môn, bao gồm các tổ chức quốc tế, chính quyền bang và các cơ quan thư ký có thể có định nghĩa riêng của họ. :1
Vấn đề còn nằm ở việc chất thải thực phẩm bao gồm những gì, nó được sản xuất như thế nào, và nơi nào nó bị thải bỏ hoặc được tạo ra từ đâu. Các định nghĩa cũng khác nhau vì một số nhóm người nhất định không coi thực phẩm thừa là chất thải, do các ứng dụng của nó. :2 Một số định nghĩa về việc chất thải thực phẩm bao gồm những cái gì được dựa trên các định nghĩa chất thải khác (ví dụ chất thải nông nghiệp) và những nguyên vật liệu nào không đáp ứng được định nghĩa của chúng.
Thực phẩm thừa có thể được chuyển đến các bãi chôn lấp, được đưa trở lại vào chuỗi cung ứng thực phẩm hoặc được đưa vào các mục đích sử dụng khác.

### Liên Hợp Quốc
Theo sáng kiến Tiết kiệm lương thực của Liên hợp quốc, FAO, UNEP và các bên liên quan đã thống nhất định nghĩa về thất thoát và lãng phí lương thực như sau:
- Hao hụt thực phẩm là sự giảm sút về số lượng hoặc chất lượng của thực phẩm. Thất thoát thực phẩm trong các phân đoạn sản xuất và phân phối của chuỗi cung ứng thực phẩm chủ yếu là một chức năng của hệ thống sản xuất và cung ứng thực phẩm hoặc khuôn khổ thể chế và pháp lý của hệ thống này.
- Thực phẩm thừa (một thành phần của sự hao hụt thực phẩm) là loại thực phẩm bất kì bị loại khỏi chuỗi cung ứng thực phẩm đã hoặc đang ở một thời điểm nào đó phù hợp với nhu cầu tiêu dùng của con người, hoặc đã hư hỏng hoặc hết hạn sử dụng, chủ yếu do hành vi kinh tế, quản lý kho kém hoặc sự bỏ mặc.

Các thành phần quan trọng của định nghĩa này bao gồm:
- Lãng phí thực phẩm là một phần của thất thoát thực phẩm, nhưng sự phân biệt giữa hai loại này không được xác định rõ ràng
- Thực phẩm được chuyển hướng đến chuỗi không phải là chuỗi thực phẩm (bao gồm thức ăn chăn nuôi, phân bón hoặc thu hồi thành năng lượng sinh học) được tính là thất thoát hoặc lãng phí thực phẩm.
- Thực vật và động vật được sản xuất để làm thực phẩm có chứa 'các bộ phận ăn được' sẽ không được bao gồm trong 'thất thoát và lãng phí thực phẩm' (những phần không ăn được này đôi khi được gọi là 'chất thải thực phẩm không thể tránh khỏi') [14]

### Liên minh Châu Âu
Ở Liên minh Châu Âu, chất thải thực phẩm được định nghĩa là "bất kỳ thực phẩm nào, sống hoặc chín, bị loại bỏ, hoặc dự định hoặc bắt buộc loại bỏ" kể từ năm 1975 đến năm 2000 khi chỉ thị cũ bị bãi bỏ bởi Chỉ thị 2008/98 / EC, thì không có định nghĩa cụ thể về chất thải thực phẩm. Chỉ thị, 75/442 / EEC, bao gồm định nghĩa này đã được sửa đổi vào năm 1991 (91/156) với việc bổ sung "các loại chất thải" (Phụ lục I) và bỏ qua bất kỳ sự tham khảo nào đối với luật quốc gia.

### Hoa Kỳ

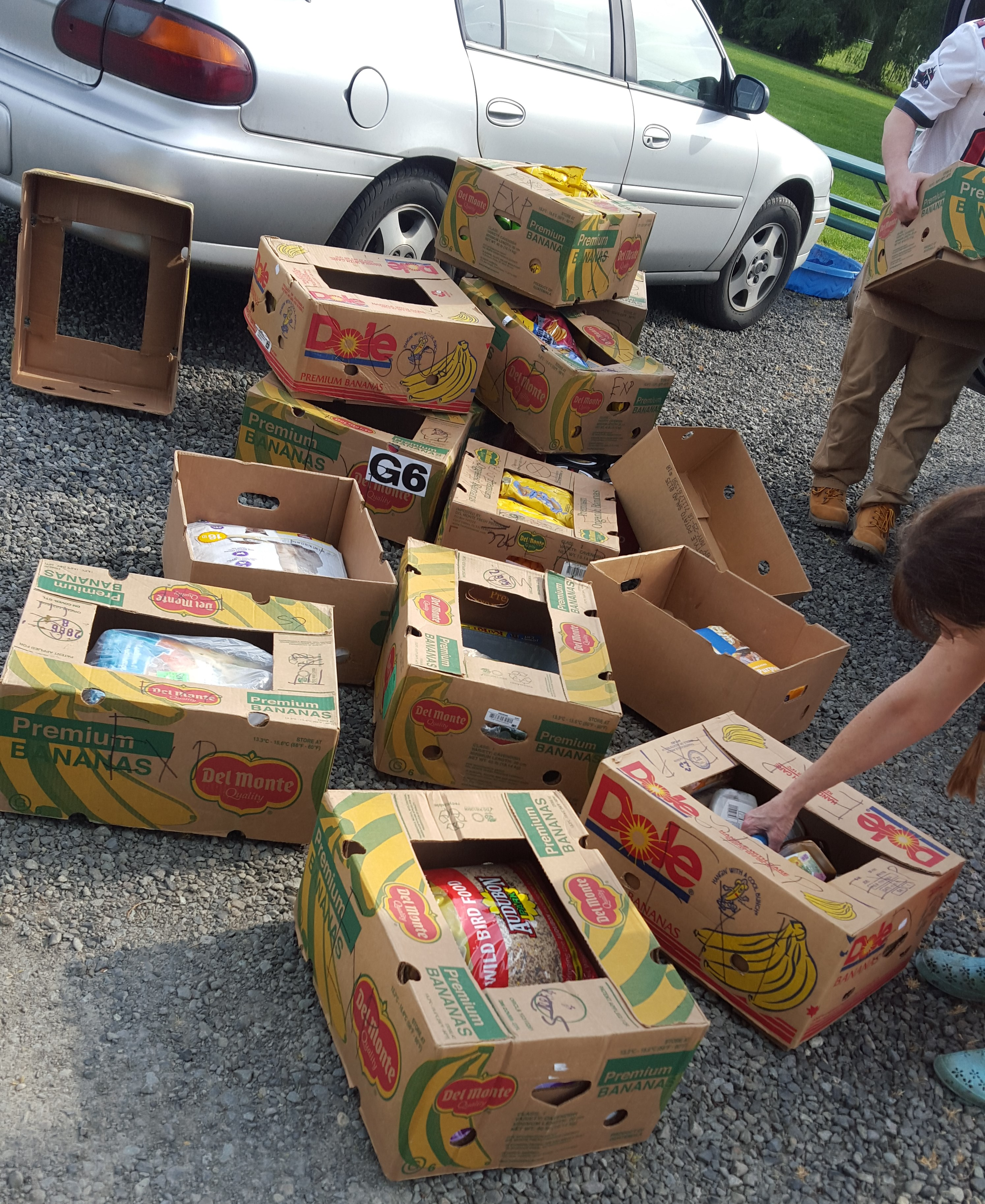
Thay thế chất thải thực phẩm

Cơ quan Bảo vệ Môi trường Hoa Kỳ định nghĩa chất thải thực phẩm ở Hoa Kỳ như "chất thải từ chế biến thực phẩm và thức ăn thừa từ các khu dân cư và cơ sở thương mại như cửa hàng tạp hóa, nhà hàng và quầy sản xuất, nhà ăn và nhà bếp của cơ quan và các nguồn công nghiệp như phòng ăn trưa của nhân viên". Các bang vẫn tự do định nghĩa chất thải thực phẩm theo các mục đích khác nhau của họ, mặc dù nhiều người không đồng tình. Theo Hội đồng Phòng vệ Tài nguyên Thiên nhiên, người Mỹ vứt bỏ tới 40% thực phẩm vẫn còn an toàn để ăn.

### Các định nghĩa khác
Các định nghĩa của Liên hợp quốc và EU đã bị chỉ trích vì đưa thực phẩm được sử dụng vào mục đích phi thực phẩm vào định nghĩa của họ về chất thải thực phẩm. Theo các tác giả của một nghiên cứu, điều này là sai sót vì hai lý do: "Thứ nhất, nếu thực phẩm thu hồi được sử dụng làm đầu vào, chẳng hạn như thức ăn chăn nuôi, phân bón hoặc sinh khối để tạo ra đầu ra, thì theo định nghĩa, nó không bị lãng phí. Tuy nhiên, có thể có thiệt hại về kinh tế nếu chi phí thực phẩm thu hồi cao hơn chi phí đầu vào trung bình trong cách tái sử dụng với mục đích thay thế, phi thực phẩm. Thứ hai, định nghĩa này tạo ra các vấn đề thực tế cho việc đo lường chất thải thực phẩm bởi vì việc đo lường đòi hỏi phải theo dõi sự thất thoát thực phẩm trong mọi giai đoạn của chuỗi cung ứng và tỷ lệ của nó đổ vào mục đích sử dụng phi thực phẩm. " Các tác giả của nghiên cứu lập luận rằng chỉ những thực phẩm cuối cùng ở các bãi chôn lấp mới được coi là chất thải thực phẩm.

## Nguyên nhân

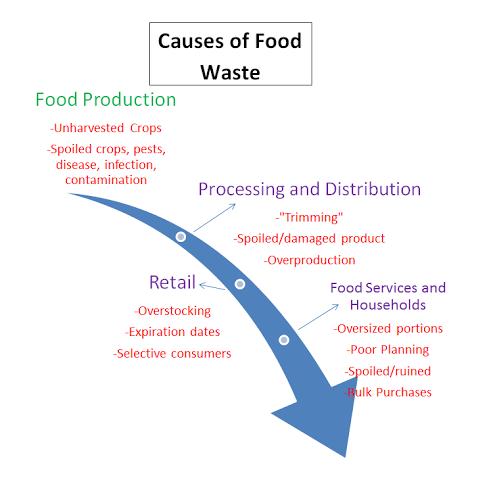

### Sản xuất
Ở mỹ, chất thải thực phẩm có thể xảy ra ở hầu hết các giai đoạn của ngành công nghiệp thực phẩm với số lượng đáng kể. Trong nông nghiệp tự cung tự cấp, số lượng chất thải thực phẩm chưa được biết đến, nhưng có thể là không đáng kể khi đem ra so sánh, do các giai đoạn hạn chế mà chất thải có thể xảy ra và do thực phẩm được trồng cho nhu cầu dự kiến thay vì nhu cầu thị trường toàn cầu. Tuy nhiên, tổn thất trên trang trại trong quá trình bảo quản ở các nước đang phát triển, đặc biệt là ở các nước châu Phi, có thể cao mặc dù bản chất chính xác của những tổn thất đó còn nhiều tranh cãi.
Trong ngành công nghiệp thực phẩm của Hoa Kỳ- nơi có nguồn cung cấp thực phẩm đa dạng và phong phú nhất so với bất kỳ quốc gia nào trên thế giới, lãng phí xảy ra ngay từ đầu chuỗi sản xuất thực phẩm. Từ khi trồng, cây trồng có thể bị nhiễm sâu bệnh và thời tiết khắc nghiệt, gây thất thoát trước khi thu hoạch. Vì các nhân tố tự nhiên (ví dụ như nhiệt độ và lượng mưa) vẫn là nguồn lực chính thúc đẩy sự phát triển của cây trồng, nên tất cả các hình thức nông nghiệp ngoài trời đều có thể gặp phải những thiệt hại từ những điều này. Trung bình, các trang trại ở Hoa Kỳ mất tới sáu tỷ pound hoa màu mỗi năm vì những điều kiện tự nhiên khó lường này. Việc sử dụng máy móc trong thu hoạch có thể gây lãng phí, vì người thu hoạch có thể không phân biệt được cây chín và cây chưa trưởng thành, hoặc chỉ thu gom một phần của cây trồng. Các yếu tố kinh tế, chẳng hạn như các quy định và tiêu chuẩn về chất lượng và hình thức, cũng gây ra lãng phí thực phẩm; nông dân thường thu hoạch có chọn lọc, thích để lại những cây trồng không đạt tiêu chuẩn trên đồng ruộng (nơi chúng có thể được sử dụng làm phân bón hoặc thức ăn gia súc), vì nếu không chúng sẽ bị loại bỏ sau này. Phương pháp loại bỏ sản phẩm không mong muốn khỏi các điểm thu hoạch, phân phối và cửa hàng tạp hóa được gọi là Culling. USDA định nghĩa việc tiêu hủy là "việc loại bỏ từng cá thể cây trồng không mong muốn, kém chất lượng, yếu, bị bệnh hoặc nhiễm bệnh về mặt di truyền khỏi khu vực trồng để đảm bảo mức độ thuần chủng di truyền hoặc sức sống của cây trồng". Tuy nhiên, thông thường khi việc tiêu hủy xảy ra ở các khâu sản xuất, chế biến thực phẩm, bán lẻ và tiêu dùng là loại bỏ hoặc loại bỏ sản phẩm có hình dáng lạ hoặc không hoàn hảo chứ không phải sản phẩm hư hỏng hoặc không an toàn để ăn. Ở các khu vực thành thị, cây ăn quả và cây có hạt thường không được thu hoạch vì mọi người không nhận ra rằng quả có thể ăn được hoặc họ sợ rằng nó bị ô nhiễm, mặc dù đã có nghiên cứu cho thấy rằng quả ở thành thị là an toàn để tiêu thụ.
Chất thải thực phẩm thành phố (MFW) có thể được ủ để tạo ra sản phẩm phân bón hữu cơ này, và nhiều thành phố chọn làm điều này với lý do là bảo vệ môi trường và hiệu quả kinh tế. Việc vận chuyển và đổ chất thải tại các bãi chôn lấp đòi hỏi cả tiền và chỗ trong các bãi chôn lấp vốn rất hạn chế về diện tích. Một thành phố đã chọn quy định MFW là San Francisco, nơi yêu cầu công dân tự tách phân trộn khỏi thùng rác, đưa ra mức phạt do không tuân thủ với mức 100 đô la cho các hộ gia đình cá nhân và 500 đô la cho các doanh nghiệp. Lý luận kinh tế của thành phố cho nhiệm vụ gây tranh cãi này được hỗ trợ bởi ước tính của họ rằng một doanh nghiệp có thể tiết kiệm tới 30000 đô la hàng năm cho chi phí xử lý rác với việc thực hiện phân trộn theo yêu cầu. Ủ phân là một bước kinh tế và có ý thức về môi trường mà nhiều chủ nhà có thể thực hiện để giảm tác động của họ đối với chất thải chôn lấp. Thay vì thức ăn thừa và thức ăn hư hỏng chiếm chỗ trong thùng rác hoặc bốc mùi hôi trong bếp trước khi túi đầy, nó có thể được bỏ ra ngoài và phân nhỏ bởi giun và thêm vào các luống vườn.

### Phân hủy kỵ khí
Phân hủy kỵ khí tạo ra cả sản phẩm khí hữu ích và vật liệu dạng sợi rắn "có thể phân hủy". Các nhà máy phân hủy kỵ khí có thể cung cấp năng lượng từ chất thải bằng cách đốt khí mêtan được tạo ra từ thực phẩm và các chất thải hữu cơ khác để tạo ra điện, giảm chi phí của nhà máy và giảm việc thải ra khí nhà kính. Cơ quan Bảo vệ Môi trường Hoa Kỳ tuyên bố rằng việc sử dụng phân trộn kỵ khí cho phép một lượng lớn chất thải thực phẩm tránh được các bãi chôn lấp. Thay vì thải các khí nhà kính này ra môi trường từ bãi rác, các khí này có thể được khai thác trong các cơ sở này để tái sử dụng.
Vì quá trình ủ phân này tạo ra một lượng lớn khí sinh học nên tiềm ẩn các vấn đề an toàn như cháy nổ và ngộ độc . Những tương tác này yêu cầu bảo quản thích hợp và sử dụng thiết bị bảo hộ cá nhân. Một số bang của Hoa Kỳ, chẳng hạn như Oregon, đã thực hiện yêu cầu về giấy phép đối với các cơ sở như vậy, dựa trên mối nguy hiểm tiềm tàng đối với dân cư và môi trường xung quanh.
Chất thải thực phẩm đi qua hệ thống cống vệ sinh từ các đơn vị xử lý rác được xử lý cùng với chất thải sinh hoạt khác và góp phần tạo thành bùn.

### Chất thải thực phẩm lỏng trong thương mại
Về mặt thương mại, chất thải thực phẩm dưới dạng nước thải từ bồn rửa, máy rửa bát và cống thoát dưới sàn của nhà bếp được thu gom trong các bể chứa được gọi là bể lọc dầu mỡ để giảm thiểu dòng chảy đến hệ thống cống. Chất thải thường có mùi hôi này chứa cả chất thải hữu cơ và vô cơ (chất tẩy rửa hóa học, v.v.) và cũng có thể chứa khí hydro sulfide nguy hiểm. Nó được gọi là chất thải mỡ, dầu và mỡ (FOG) hoặc phổ biến hơn là "mỡ nâu" (so với "mỡ vàng", là dầu nồi chiên dễ thu gom và chế biến thành dầu diesel sinh học) và là một vấn đề nhức nhối, đặc biệt là trong Mỹ, cho các hệ thống cống cũ kỹ. Theo US EPA, tràn cống vệ sinh cũng xảy ra do việc xả FOG vào hệ thống thu gom không đúng cách. Tràn xả 3 tỷ galông Mỹ (11.000.000 m3) - 10 tỷ galông Mỹ (38.000.000 m3) nước thải không được xử lý hàng năm vào các đường nước địa phương, và có tới 3.700 ca bệnh hàng năm do tiếp xúc với ô nhiễm từ cống rãnh vệ sinh tràn vào vùng nước giải trí.

### Chất thải thực phẩm nông nghiệp
Gần như tất cả các sản phẩm toàn cầu được ăn hoặc thải bỏ đều được trồng bằng nước tưới. Nước tưới tiêu biểu cho lĩnh vực tưới tiêu lớn nhất trên toàn thế giới, với khoảng 90% tổng lượng nước rút được để phân bổ cho mục đích sử dụng nông nghiệp. Thức ăn thừa có thể gây ra một lượng lớn chất thải nước, trong đó chất thải thực phẩm mà người dân Hoa Kỳ trung bình đóng góp vào chất thải nước là lớn nhất.

## Giải pháp
Mọi người đều nghĩ khi không ăn hết sẽ vứt đi. Và đúng vậy chỉ trừ một số siêu thị quyên góp từ thiện, còn hầu hết thực phẩm thừa sẽ được "giải tán" ra thùng rác vào cuối ngày. Và sự lãng phí này thực sự là một vấn đề rất nghiêm trọng với nhiều quốc gia trên thế giới.

### Cách xử lí thông thường
- Sử dụng túi zip: Những chiếc túi zip sau khi được sử dụng hoàn toàn có thể tái sử dụng lại nhằm mục đích bảo vệ môi trường. Sử dụng túi zip để bảo quản thức ăn thừa là một cách hiệu quả giúp ngăn ngừa mùi thức ăn thoát ra ngoài. Nếu bạn muốn bảo quản trong thời gian dài, tốt nhất nên để thức ăn trong túi zip và đặt trong ngăn đá tủ lạnh.
- Sử dụng baking soda: Bên cạnh tác dụng làm trắng, baking soda còn được biết đến với khả năng khử mùi vượt trội. Rắc một lớp baking soda bên dưới túi hoặc thùng rác sẽ giúp hấp thụ mùi hôi, đồng thời ngăn chặn khả năng sinh sôi của vi khuẩn.
- Học cách làm phân bón từ rác thải để tận dụng chúng để làm phân bón cho cây
- Không mua đồ nếu như không có nhu cầu
- Lên kế hoạch sử dụng lại thức ăn thừa như thịt kho tàu thừa có thể kết hợp để xào chung với cơm chiên hay các loại củ quả thừa có thể dùng nấu canh
- Trẻ em thường ăn rất ít
- Nên để những thực phẩm có hạn sử dụng lâu vào trong cùng tủ lạnh

### Trung Quốc và biện pháp xử lý

#### Sử dụng "giòi tham ăn" xử lý thức ăn thừa
Ở Trung Quốc, mỗi người dân thành thị trung bình thải ra khoảng 150gr thức ăn thừa một ngày và con số này ngày càng tăng. Mỗi năm, 40 triệu tấn rác thải thực phẩm được xả ra trên toàn Trung Quốc (tương đương 29 kg/người).
Để tái chế các chất dinh dưỡng này, người dân ở đây nuôi rất nhiều "giòi tham lam". Một trang trại ở tỉnh Tứ Xuyên, nơi hàng nghìn ấu trùng màu trắng được thả vào các bể chứa đầy thức ăn dư thừa như thịt, rau, trái cây, trứng, mì hoặc cơm... "Trung bình, 1kg giòi có thể ăn 2kg rác thải thực phẩm trong 4 tiếng đồng hồ". Những ấu trùng phàm ăn này có tên khoa học là Hermetia illucens, có nguồn gốc ở châu Mỹ. Chúng được coi là những nhà vô địch thế giới về tiêu hóa các "món ăn" đặc biệt: Rác thải thực phẩm, phân, xác động vật và nói chung tất cả các chất hữu cơ mục nát.
Khi những con ấu trùng đã trưởng thành và "béo ú", chúng sẽ được đem bán sống hoặc sấy khô, dùng làm thức ăn chăn nuôi. Chúng là nguồn dinh dưỡng rất có giá trị (63% hàm lượng protein và 36% chất béo). Chúng giúp thu hồi lượng protein và chất béo trong thức ăn dư thừa, sau đó lại đưa vào chuỗi thức ăn của người, thông qua thức ăn vật nuôi. Một ưu điểm khác là phân của loại ấu trùng này có thể được sử dụng làm phân bón hữu cơ trong nông nghiệp.

#### Sử dùng dầu ăn thừa làm nhiên liệu sinh học
Mới đây, Tập đoàn Dầu khí Sinopec của Trung Quốc đã công bố dự án xây dựng một nhà máy tái chế dầu ăn đã qua sử dụng thành "nhiên liệu sinh học" dùng cho máy bay chở khách tại Ninh Ba, tỉnh Chiết Giang vào năm 2018.

### Pháp - nơi lãng phí thực phẩm bị nghiêm cấm:
Thực ra, Pháp cũng đã từng là một trong những quốc gia có đóng góp không nhỏ vào kho thức ăn bị lãng phí 1,3 tỉ tấn kia. Mỗi năm, Pháp vứt đi 7 triệu tấn thực phẩm, trong đó 11% đến từ các siêu thị.
Mọi chuyện chỉ đổi khác vào đầu năm 2016, khi đạo luật mới của Pháp chính thức có hiệu lực. Theo đó, tất cả các siêu thị có diện tích từ 400m2 trở lên buộc phải ký hợp đồng quyên góp thực phẩm thừa cho các tổ chức từ thiện. Ngoài ra còn nghiêm cấm các siêu thị phá hỏng thực phẩm trước khi quyên góp. Nếu vi phạm, họ sẽ phải chịu mức phạt lên tới 82.000 USD (gần 2 tỉ VNĐ). Đổi lại, các tổ chức từ thiện sẽ có nghĩa vụ đến thu thập, đảm bảo thực phẩm được lưu trữ trong điều kiện hợp tốt nhất. Số thức ăn này, nếu mới chỉ đạt hạn "best before date" - tức là còn ăn được - sẽ được phân phát từ thiện với thái độ cực kỳ tôn trọng. Còn loại không thể ăn được nữa (quá hạn use by date - còn gọi là HSD) cũng không được phép vứt đi, mà họ phải đảm bảo chúng trở thành thức ăn dành cho gia súc.

#### Ý nghĩa
Với việc đạo luật được thông qua, Pháp trở thành quốc gia đầu tiên trên thế giới có điều luật cấm lãng phí thức ăn, và nó có ý nghĩa rất to lớn. Nhưng có nhiều nước yêu cầu thực phẩm phải thật hoàn hảo, đến nỗi chỉ cần có bề ngoài hơi xấu một chút là buộc phải vứt đi. Điều này đã dẫn đến một nghịch lý, khi số lượng thực phẩm họ vứt đi mỗi năm thậm chí còn nhiều hơn con số cần thiết để giúp tất cả mọi người trên thế giới được ăn no. Bên cạnh việc lãng phí, số thực phẩm không được dùng tới này còn gây ra tác động không nhỏ đến môi trường. Theo thống kê tại Anh, số đồ ăn bị lãng phí giải phóng ra môi trường tới 17 triệu tấn CO2 mỗi năm. Vậy nếu như đạo luật này được nhiều quốc gia áp dụng, nó không những đưa đồ ăn đến cho những người thực sự cần chúng, mà còn góp một viên gạch tương đối lớn trên con đường ngăn chặn quá trình biến đổi khí hậu toàn cầu.

### Hàn Quốc - dùng hệ thống xử lý thức ăn
Quản lý chất thải thực phẩm là một vấn đề lớn ở Hàn Quốc, xu hướng tái chế mà chính phủ khởi xướng vào những năm 1990 nhằm khuyến khích các hộ gia đình vứt rác ít hơn và giảm bớt áp lực đối với các bãi chôn lấp. Rác thải thực phẩm, trước đây được xử lý tại các nhà máy nước thải và đổ ra biển, nay hầu hết được tái chế làm thức ăn gia súc hoặc phân trộn. Theo số liệu từ Bộ Môi trường, quốc gia này đã cắt giảm lượng rác thải thực phẩm từ 5,1 triệu tấn 2008 xuống còn 4,82 triệu tấn 2014. Tính đến cuối năm 2013, chính phủ đã chi 185,1 tỷ won để xây dựng các cơ sở công cộng để tái chế rác thải thực phẩm. Giấy, lon, chai, nhựa và sắt cũng được tái chế, góp phần vào tỷ lệ tái chế tổng thể hơn 80%. Phần còn lại được chôn hoặc đốt.

#### Sử dụng hệ thống thùng rác RFID[41]
Một hệ thống xử lý rác thải thực phẩm dựa trên khối lượng đã được áp dụng từ năm 2013. Một số căn hộ yêu cầu cư dân trả tiền cho túi rác, trong khi những căn hộ khác có một thùng rác tập trung sử dụng công nghệ nhận dạng tần số vô tuyến (RFID) để cân lượng rác thải mà mỗi hộ gia đình đổ và tính hóa đơn.
Hệ thống đã thành công ở nhiều thành phố. Seoul, với dân số 10 triệu người, đã cố gắng cắt giảm lượng rác thải thực phẩm từ 3.300 tấn/ngày vào 2012 xuống 3.181 tấn/ngày vào 2014. Chính quyền thủ đô Seoul cho biết, mục tiêu là đạt 2.318 tấn/ngày vào 2018. Để làm cho người dân dùng hệ thống này, chính quyền thành phố cũng đã tăng giá túi rác thực phẩm lên 30% kể từ đầu năm. Ví dụ, một túi 10 lít thường được sử dụng hiện có giá từ 170 won - 800 won thì sẽ tăng lên với giá cao.
Vấn đề duy nhất với hệ thống thùng rác RFID là người dân phàn nàn về mùi hôi thối từ các thùng rác trong mùa hè và họ đang nghiên cứu vấn đề và sử dụng lá bạch quả, có tác dụng trung hòa, có thể là một giải pháp.

#### Sử dụng hệ thống xử lí đồ ăn thừa
Một công ty đã được hưởng lợi từ xu hướng tái chế thực phẩm này là Smart Cara, một nhà sản xuất máy xử lý chất thải thực phẩm của Hàn Quốc để sử dụng trong gia đình. Máy của nó có thể phá vỡ thực phẩm thành bột có thể được sử dụng làm phân bón hoặc nhiên liệu để nấu nướng trên lửa như nướng thịt.

### Ăn sâu bọ để cứu hành tinh
Các nhà bảo vệ môi trường đang lo ngại trước mức tiêu thụ thịt ngày càng tăng của nhân loại. Thịt rất giàu protein, nhưng chúng cũng là nguồn phát rất nhiều khí metan, một khí thải gây hiệu ứng nhà kính, còn ô nhiễm hơn cả carbonic (CO2). Theo các nhà nghiên cứu Hà Lan, trong tương lai không xa, sâu bọ có thể sẽ thay thế thịt trong các siêu thị. Sâu bọ cũng chứa nhiều protein, nhưng có lợi thế là ít chất béo, mà lại thải rất ít khí CO2, giá lại rẻ hơn nhiều so với thịt. Ăn sâu bọ, côn trùng còn có cái lợi là không sợ bệnh bò dại, không sợ heo tai xanh, không sợ H5N1...
Hơn nữa, với 10 kg cây cỏ, ta chỉ tạo ra được 1 kg thịt, trong khi một lượng tương đương có thể tạo ra được 6–8 kg sâu bọ. Rõ ràng năng suất nuôi sâu bọ cao hơn rất nhiều so với nuôi lợn, bò, gà vịt. Như vậy, để vừa bảo đảm lượng protein cần thiết, vừa bảo vệ môi trường, vừa tránh được bệnh tật, chúng ta hãy chuẩn bị thưởng thức những món chẳng hạn như "chả giò châu chấu" hoặc món "nhộng tẩm bột chiên giòn xào chua ngọt". Trong tương lai chắc là nhiều côn trùng sẽ được xay thành bột, để từ đó chế biến thành những món ăn quen thuộc hơn như bánh mì chẳng hạn, như vậy thì ai có sợ côn trùng thì cũng có thể ăn được.
Trong một hội nghị gần đây tại Đại học Wageningen, Hà Lan, nhà côn trùng học Arnold van Huis tuyên bố: "Sẽ tới ngày mà thịt đắt đỏ hơn sâu bọ rất nhiều và số người ăn sâu họ sẽ nhiều hơn số người ăn thịt".